# Нојнкирхен (Аустрија)
Нојнкирхен град је у Аустрији, смештен у источном делу државе, јужно од главног града Беча. Значајан је град у покрајини Доњој Аустрији, седиште истоименог округа Нојнкирхен.

## Природне одлике
Нојнкирхен се налази у источном делу Аустрије, на 70 км јужно од главног града Беча.
Град Нојнкирхен се образовао на месту где се источни огранци Алпа спуштају у југозападни обод Бечке котлине. Надморска висина града је око 370 m. Кроз град протиче река Шварца. 

## Становништво
По процени из 2016. у граду је живело 12852 становника. Последњих деценија број становника у граду се повећава.

## Галерија
- Главна римокатоличка црква
- Градски споменик
- Стара у кућа у градском језгру
- Градска железничка станица